# Le Monastier-sur-Gazeille
Le Monastier-sur-Gazeille ist eine französische Gemeinde mit 1.773 Einwohnern (Stand 1. Januar 2022) im Département Haute-Loire in der Region Auvergne-Rhône-Alpes in der bergigen Landschaft des Velay.

## Lage und Klima
Der ca. 970 m hoch gelegene Ort Le Monastier-sur-Gazeille liegt etwa 150 km (Fahrtstrecke) südöstlich von Clermont-Ferrand bzw. etwa 20 km von Le Puy-en-Velay entfernt. Der Ort liegt am Flüsschen Gazeille; an der nördlichen Gemeindegrenze verläuft die Laussonne – beide sind Nebenflüsse der Loire. Das Klima ist gemäßigt; Regen (ca. 970 mm/Jahr) fällt hauptsächlich im Sommerhalbjahr.

## Bevölkerungsentwicklung
| Jahr                       | 1800 | 1851 | 1901 | 1954 | 1999 | 2021 |
| Einwohner                  | 1766 | 3464 | 3743 | 2065 | 1734 | 1762 |
| Quellen: Cassini und INSEE |      |      |      |      |      |      |

Die zunehmende Mechanisierung der Landwirtschaft und die Aufgabe bäuerlicher Kleinbetriebe („Höfesterben“) führten seit dem Beginn des 20. Jahrhunderts zu einem Verlust an Arbeitsplätzen und zu einem deutlichen Bevölkerungsrückgang.

## Wirtschaft
Die traditionelle Ernährungsgrundlage in den Bergen der Auvergne war die Viehwirtschaft. Getreide – mit Ausnahme von Gerste, aus der früher eine Suppe gekocht wurde, die bereits morgens verzehrt wurde – gedeiht in den Höhenlagen und auf den leicht sauren Böden nicht. Daneben wurden – vor allem im Winter – traditionelle Handwerke ausgeübt, die jedoch in der Zeit der zunehmenden Industrialisierung und Technisierung der Arbeitswelt in Vergessenheit geraten sind: Spitzenklöppelei, Holzschuhfertigung, Seilmacherei, Sattlerei etc. Etwa die Hälfte der Bevölkerung des Orts ist infolgedessen seit Beginn des 20. Jahrhunderts in die größeren Städte abgewandert.

## Geschichte
Die Geschichte der Ansiedlung reicht bis ins 6. Jahrhundert zurück, als ein wohlhabender Grundbesitzer mit Namen Calmes den hier in den Höhlen der Bergflanken oberhalb des heutigen Ortes lebenden Eremiten ein Stück Land schenkte um darauf eine Kirche zu bauen – manchmal wird auch berichtet, er selbst sei Einsiedler geworden. Bereits im Jahre 625 wird ein Abt mit Namen Eudes erwähnt, dessen Neffe Theofredus ihm in dieser Funktion nachfolgte. Letzterer wurde jedoch von den Sarazenen (oder der ortsansässigen Bevölkerung?) zu Tode gesteinigt, was ihm jedoch bei den Mönchen den Ruf eines Märtyrers und Heiligen (Saint Chaffre) einbrachte. Im Jahr 817 ließ Ludwig der Fromme die Abtei instand setzen; im 10. Jahrhundert wurde sie vergrößert. Der heutige Bau entstammt dem ausgehenden 11. und beginnenden 12. Jahrhundert.
Im 11. Jahrhundert blühte das Pilgerwesen nach Santiago de Compostela mehr und mehr auf und der Ausgangspunkt Le Puy (Via Podiensis) lag ganz in der Nähe, so dass viele Pilger den kleinen Umweg nicht scheuten. Durch deren Gaben sowie durch Landschenkungen in ganz Südfrankreich (235 Parzellen werden in einem Inventar des 12. Jahrhunderts aufgeführt) kam die Abtei zu immer größerem Wohlstand. In der Zeit des Hundertjährigen Krieges wurde sie jedoch von den Engländern teilweise zerstört; nach dem Ende der kriegerischen Auseinandersetzungen wurde im 15. Jahrhundert ein neuer gotischer Chor errichtet und das Mittelschiff mit einem Rippengewölbe versehen.

## Sehenswürdigkeiten

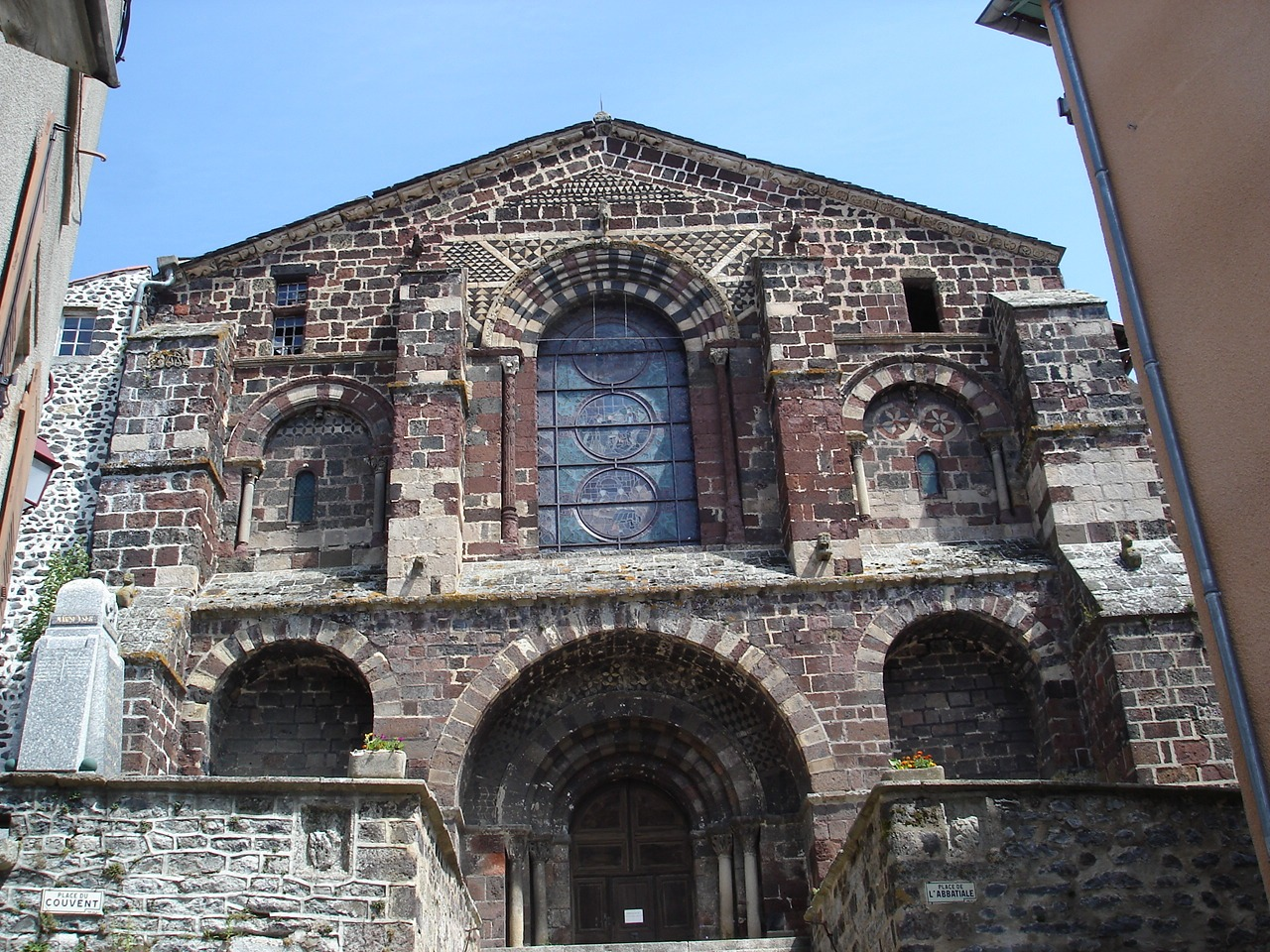
Fassade der Abteikirche

- Abteikirche St-Chaffre: Die heutige Kirche geht wahrscheinlich im Wesentlichen auf den Bau des Abtes Guillaume III. aus dem Jahre 1074 zurück: Die Fassade zeigt das übliche auvergnatisch-poitevinische Schema mit zwei – von großen Arkadenbögen plastisch durchgestalteten – Geschossen zuzüglich einem Dreiecksgiebel. Die Arkaden im Erdgeschoss sind gleich hoch, aber unterschiedlich breit; die Fensterarkade in der Mitte des Obergeschosses ist höher als die seitlichen Blendarkaden – eine derartige Konstellation ist auch als „Triumphbogenschema“ bekannt. Darüber hinaus zeigt die Fassade das für auvergnatische Kirchen typische Dekor (Schachbrettmuster, Sterne, Rautenfelder etc.) aus verschiedenfarbigen Steininkrustationen. Das Langhaus des – recht dunklen – Kircheninnern hat ein Rippengewölbe; auch der Chor wurde im 15. Jahrhundert im gotischen Stil (Spitzbogenarkaden, Rippengewölbe, Maßwerkfenster etc.) erneuert.[2]

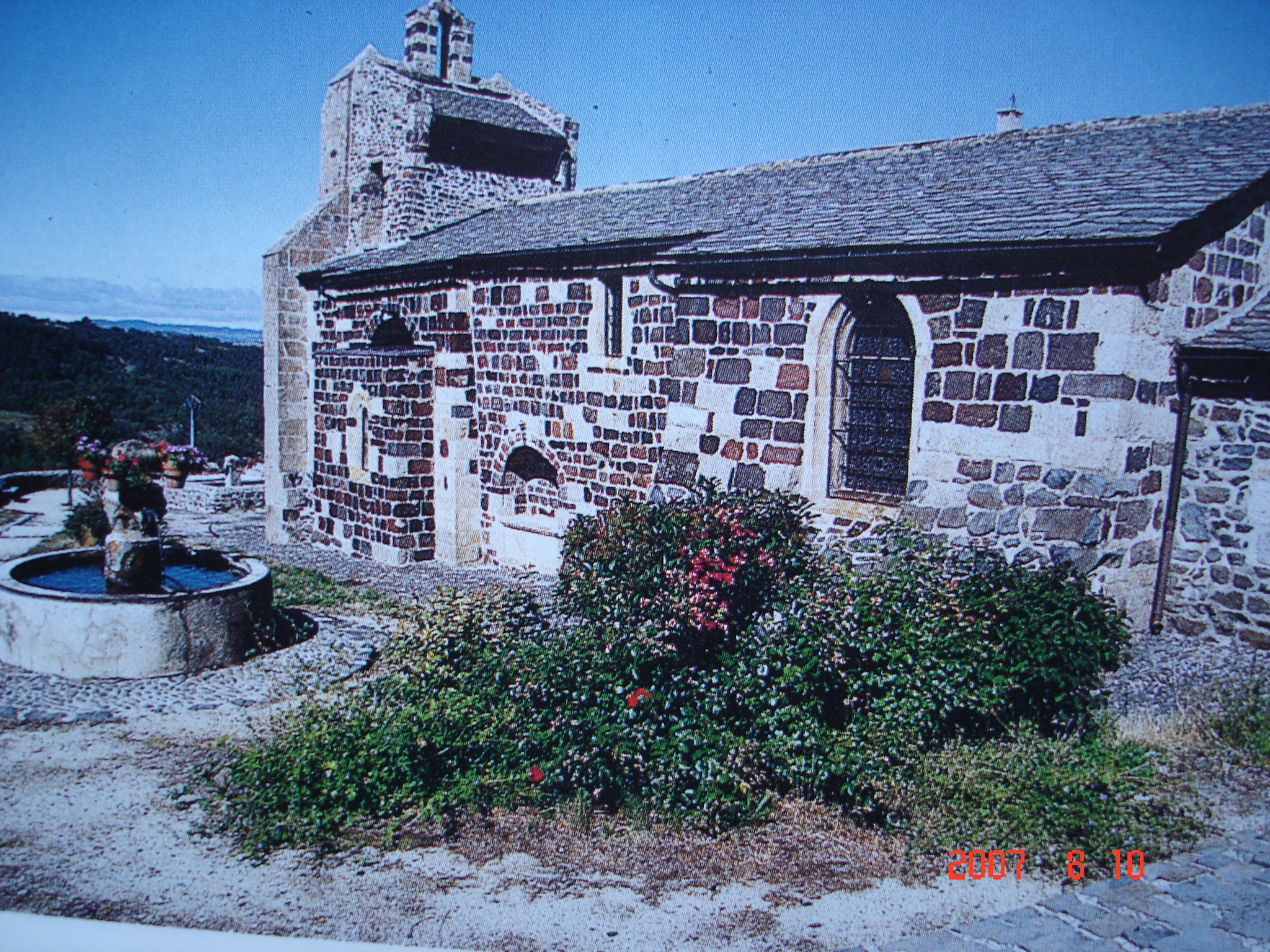
Église St-Jean-Baptiste

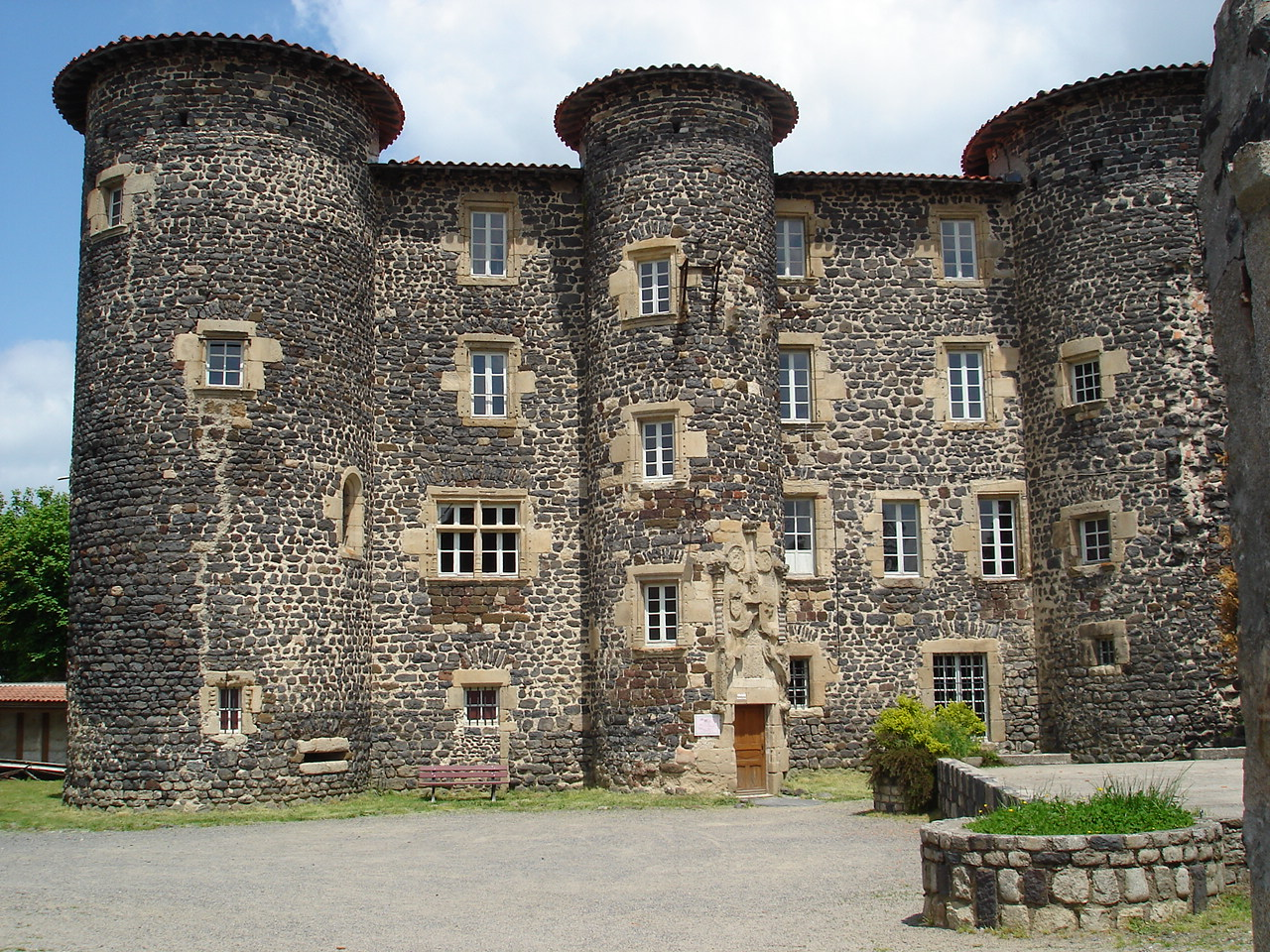
Château

- Église St-Jean-Baptiste: Die kleine einschiffige Pfarrkirche aus dem rötlichen und schwarzen Vulkangestein der Auvergne liegt etwa 200 Meter von der ehemaligen Abteikirche entfernt. Sie stammt ursprünglich aus dem 9. Jahrhundert, wurde jedoch mehrfach umgebaut. Der heutige Zustand entspricht in etwa dem des 16. Jahrhunderts; die Optik der Westfassade geht auf eine grundlegende Neugestaltung in den 1980er Jahren zurück. Die ehemalige Kirche dient heute als Ausstellungsraum, manchmal auch für kleinere Konzertabende.
- Château: Das ehemalige Schloss aus dem 16. Jahrhundert mit einem großen Kielbogen und Wappenschmuck über dem Eingang gehörte der Familie Sennectaire, die mehrere Äbte stellte; es dient heute als Museum für Alltagsgegenstände und Kunsthandwerk des 19. Jahrhunderts. Ein Raum ist dem Leben und Werk R. L. Stevensons gewidmet.

## Sonstiges
- Im 17. Jahrhundert entstand in der Auvergne die Institution der sogenannten Démoiselles de l’instruction, volkstümlich auch „Beaten“ genannt. Es handelte sich dabei um junge, unverheiratete Frauen, die den Jungen Lesen und Schreiben und den heranwachsenden Mädchen handwerkliche Kenntnisse (z. B. Nähen, Spitzenklöppeln etc.) beibringen sollten – dafür wurde ihnen im jeweiligen Dorf ein kleines Häuschen mit Küche und Arbeitsraum im Erdgeschoss sowie einer Schlafkammer im Obergeschoss zur Verfügung gestellt. Selbst nach der Einführung der allgemeinen Schulpflicht gegen Ende des 19. Jahrhunderts bestand die Institution in manchen Dörfern noch bis in die 1930er Jahre fort. Einige der kleinen Häuschen (assemblés) sind noch erhalten.
- Monastier-sur-Gazeille hat eine gewisse Berühmtheit – vor allem in England – erlangt, da der Dichter Robert Louis Stevenson im Jahre 1878 etwa einen Monat im Ort verweilte und von hier aus am 22. September zu einer herbstlichen Tour durch die Cevennen aufbrach. Seine Eindrücke schildert er in dem ein Jahr später erschienenen Buch Travels with a Donkey in the Cévennes (deutsch: Eine Reise mit dem Esel durch die Cevennen).